# Pallidotomia
La pallidotomia è una tecnica chirurgica che si è sviluppata per il trattamento dei pazienti con malattia di Parkinson a seguito della osservazione che nell'uomo lesioni neurologiche, in genere traumatiche od ischemiche, coinvolgenti il nucleo pallido ventroposterolaterale (VPL) determinavano un miglioramento della bradicinesia parkinsoniana, così come il tremore, la rigidità, e le discinesie indotte dalla L-DOPA.

## Indicazioni
L'intervento è indicato nei pazienti affetti da malattia di Parkinson, per i quali la terapia medica non si è dimostrata efficace.
In particolare la pallidotomia è indicata nei soggetti in cui:
- Si siano sviluppate fluttuazioni motorie estremamente gravi, come la discinesia e risposte "on-off", a seguito di trattamento a lungo termine con levodopa.
- Si registri un tremore grave o invalidante, marcata rigidità, bradicinesia (movimenti estremamente lenti) che la levodopa non è più in grado di controllare e migliorare.

## Tecnica
Prima dell'intervento, vengono eseguite dettagliate scansioni cerebrali, tramite l'esecuzione di una risonanza magnetica, al fine di identificare con la massima precisione le aree cerebrali che debbono essere sottoposte al trattamento. Negli anni si è sviluppato un ampio dibattito scientifico sulla tecnica migliore da utilizzarsi per un'accurata e sicura identificazione delle aree cerebrali da trattare.

Nel corso dell'intervento chirurgico il paziente è sveglio, ma la zona del cuoio capelluto in cui vengono inseriti gli strumenti chirurgici è sottoposta ad anestesia locale.
Il chirurgo pratica un piccolo foro nella calotta cranica del paziente, quindi vi inserisce una minuscola sonda elettrica che viene spinta fino al globo pallido, uno dei gangli basali del cervello. La sonda viene prima viene riscaldata a 80 °C per 60 secondi e immediatamente dopo viene immesso dell'azoto liquido per raffredarla.
Con questa tecnica si distrugge una piccola area di cellule cerebrali. La sonda viene successivamente rimossa, e la ferita chirurgica viene chiusa.

## Risultati
La pallidotomia del nucleo ventroposterolaterale produce una riduzione statisticamente significativa nel parkinsonismo e una quasi totale eliminazione dei movimenti involontari indotti da farmaci (discinesie) sul lato controlaterale all'intervento, senza morbilità o mortalità e con una breve ospedalizzazione. I risultati positivi dell'intervento sono un'ulteriore conferma alla concezione che i sintomi del Parkinson nell'uomo si sviluppano nel globo pallido mediale (MGP). Si ritiene infatti che l'eccessiva attività inibitoria del globo pallido agisca come una sorta di "freno" per l'attività motoria del talamo e del sistema motorio corticale determinando così la lentezza, la rigidità, e la povertà di movimento caratteristiche dei soggetti parkinsoniani. Verosimilmente l'efficacia della pallidotomia è dovuta alla interruzione delle vie nervose striopallidali e pallidosubtalamiche.

## Post intervento
A seguito dell'intervento di solito è richiesto un breve soggiorno in ospedale, normalmente non più di 2-3 giorni.

La maggior parte dei pazienti guarisce completamente in circa 6 settimane.

## Rischi
I rischi, anche se bassi, sono quelli relativi ad un eventuale danno cerebrale:
- Ictus emorragico. I pazienti colpiti si sono in genere però ristabiliti completamente dallo stroke.
- Problemi di memoria.